# Fenix Collectie
De Fenix-collectie is een collectie strips die sinds 2001 verschijnt. Aanvankelijk werd ze uitgegeven door het Belgische Brabant Strip, nu door 't Vlaams Stripcentrum. Zoals gewoonlijk zijn alle albums genummerd en is de oplage beperkt. De albums worden afgewerkt in de stijl van de oude uitgaven van Het Volk met zelfde formaat, kartonnen kaft en twee nietjes. Het gaat vooral over oudere, minder bekende stripreeksen bij het grote publiek. De meest voorkomende stripreeksen die aan bod komen zijn Bessy, Dees Dubbel, Kitty en Kari Lente. De verhalen werden in eerste instantie nooit eerder in album uitgebracht.
In 2018 werd Brabant Strip Magazine en deze collectie stopgezet. Later dat jaar werd de collectie voortgezet, maar voortaan wordt het uitgegeven door 't Vlaams Stripcentrum. 't Vlaams Stripcentrum geeft in de Fenix-collectie alleen Vlaamse strips uit die niet eerder in albumvorm verschenen.

## Albums
1. Fonske 1
2. Fonske 2
3. Fonske 3
4. Dees Dubbel, De Wraak van Pijkezot
5. J.Flanders, De straat der 7 duivels
6. Nonkel Zigomar, De Spaa-motor
7. Pat Patterson, Het groene oog
8. Oktaaf Keunink vecht terug !
9. Dees Dubbel, De sprekende doedelzak
10. Bessy, De brandende wigwams
11. Kitty, Radio Ambrassi
12. Kari Lente, De geheime basis op geuzeneiland
13. Kari Lente, De Gamma's
14. Bessy, De lederen lasso
15. Kitty, Het geval Angelo
16. Dees Dubbel, De wonderpluim
17. Nonkel Zigomar, Het Mollenrijk
18. Bessy, De zilveren colt
19. Kari Lente, Gangsters in het circus
20. Octaaf Keunink doet het zelf !
21. J.Flanders, De steeg van de gehangene
22. Nonkel Zigomar, De gele spion
23. Harry Humus, De valse basura's
24. Dees Dubbel, De vlam van Calcutta
25. Snoek boven water
26. Het spook van Torenzele
27. De musketiers van 't Schipperskwartier
28. Snoek met pensioen
29. Jan Heibel, De prullenoorlog
30. Mulligan, New-York 1933
31. Nonkel Zigomar, De witte Maw-Maw
32. Dees Dubbel, De robot van 't Rabot
33. Kitty, De Zonggora van Zabberspeck
34. Bessy, De spoorzoeker
35. Simon de danser, De rede der verloren schepen
36. Jan Heibel, De heksenketel
37. Mulligan, De zoon van Sjehràzàd
38. Zilverpijl, De verleiding van Endo
39. Dees Dubbel, De lach van tante Wanne
40. Felix, De duivelsgrot
41. Oktaaf Keunink speelt vals !
42. Kari Lente, De verschrikkelijke sneeuwman
43. Kari Lente, Operatie olifant
44. Dag en Heidi, De zilveren sleutel
45. Jan Heibel, Koning Schaak
46. Ken Krom, 1000$ voor Agent 000 !
47. Simon de danser, De vijvers van Xiballa
48. Thomas Pips, De groene sleutel
49. Arendsklauw, Het verraad van Grijze Eland
50. De grappen van Lambik 8
51. Nieuwe avonturen van Gommaar en Balthazar
52. Bessy, De laatste bron
53. Kari Lente, De vreemde luchtbel
54. Dag en Heidi, Het rode licht
55. Arendsklauw, Het tweegevecht
56. Kari Lente, De breingolfmachine
57. Kenton
58. Oktaaf Keunink ligt in de knoop !
59. De lustige Kapoentjes 11
60. Pats, De zeeduivels
61. Kitty, De verboden kamer
62. Kari Lente, De zingende oester
63. Arendsklauw, De Payroll-wagon
64. Het mysterie van de Bambochal
65. De grappen van Lambik 9
66. Dees Dubbel, De expeditie van Porso Fritos
67. De lustige Kapoentjes 12
68. Kari Lente, De grot der dwazen
69. Het geheim van Viswisvis
70. Dees Dubbel, In de klauwen van Atsjie Gaga
71. Op zoek naar de Zonne-eilanden
72. Oktaaf Keunink heeft het warm !
73. De vrolijke BDengels I
74. Dees Dubbel, Heksen op Gruwelstein
75. Kari Lente, De onzichtbare Habbekratz
76. Bessy, Het graf in de prairie
77. Flipke en de rakkers, De klub van den zwarte bril
78. Flipke en de rakkers, Op het oorlogspad
79. Kari Lente, De dwangkapper
80. Dees Dubbel, De kabouterzwam
81. Kitty, Euro Snack
82. De vrolijke Bengels II
83. De musketiers... weer aan de slag
84. Gust De Vrijbuiter
85. Monneke en Johnneke
86. Kari Lente, Drosera Nervosa
87. Kari Lente, De Frigimo's
88. Dees Dubbel, De schat van Bibi
89. Jim Lont, Pitton Plees
90. De Vrolijke Bengels 5
91. De Vrolijke Bengels 6
92. Dees Dubbel, De geroofde Rubens
93. Kramikske van de bakker
94. Kari Lente, De vloek van de kluizenaar
95. Kari Lente, Het superelixir
96. Bimmelabom
97. De Vrolijke Bengels 3
98. De Vrolijke Bengels 4
99. Dees Dubbel, De vampier van Langshier
100. Het mysterie van de oude burcht
101. Jim Lont, Sluwe Baviaan
102. Kari Lente, De dolle binken
103. Kari Lente, De Drakodillen
104. Pluk zoekt zijn vader
105. Bimmelabom en zijn zus Bibaboe
106. De Vrolijke Bengels 1
107. De Vrolijke Bengels 2
108. Dees Dubbel en Cesar, De gouden telefoon
109. Tijl en Lamme, Kasteel Zwartendale!
110. Nonkel Zigomar, De zwarte draak
111. Kari Lente, De ogen van Falsarias
112. Kari Lente, De Mammoets
113. Nonkel Zigomar, Snoe en Snolleke, Het Geheim van Vulcania
114. De Vrolijke Bengels 7
115. De Vrolijke Bengels 8
116. Rob Roy
117. Tijl Uilenspiegel
118. De Daverende Daden van Dees Dubbel en Cesar, De Golvenstraler
119. Pluk en de valsmunters
120. Kari Lente, De stukuka's
121. Kari Lente, La bamba
122. De musketiers van ’t schipperskwartier
123. Kitty, Al Manaq
124. De lustige zwervers 1
125. Hassan en Kaddoer: De toverspiegel
126. Johnny en Annie
127. Vodje de zwerver & Kareltje
128. De lustige zwervers 2
129. De lustige zwervers 3
130. Hassan en Kaddoer, de smaragden van de conquistador
131. Kari Lente, Pastapornajapadapastna!
132. De daverende daden van Dees Dubbel en Cesar, de vermiste spion[5]
133. De bende van Black-C
134. De musketiers van 't schipperskwartier: Het verloren testament
135. Tijl Uilenspiegel: De ontdekkingsreizigers
136. De daverende daden van Dees Dubbel en Cesar: De vliegende fles
137. De avonturen van Hans: Kat en Hond
138. Joethi: De poort van Uhri
139. Tom en Marie-Ann: De bankrovers van half acht
140. De avonturen van Ridder Floris: Het Moorse schild
141. Thomas Pips: 't Clubhuis 'Kijk uit'
142. De avonturen van Hassan en Kaddoer: Jagers op fabeldieren
143. De Lustige Kapoentjes deel 1
144. Bazielken: De held van Mato Grosso
145. Joethi: Mahima
146. Dat wondere Pimpeltje
147. De daverende daden van Dees Dubbel en Cesar: De tintelende tiara
148. Thomas Pips in de E.T. krater
149. Tom en Marie-Ann: De opiumchinees
150. Het walvissenkerkhof
151. Kitty: De man met de sjaal
152. De Lustige Kapoentjes deel 2
153. De avonturen van E.B. Egghead: De vermiste echtgenoot
154. Inspecteur Marks: Om 10 millioen & De man uit Zuid-Afrika
155. Thomas Pips – Erfenis van ‘n conquistadores
156. Harry Humus – De kastaar van Jammodaar
157. Dees Dubbel en Cesar – De geheimzinnige juwelendief
158. Jip en de fluitende vlinders
159. Jip – Spanning in het gebergte
160. Bazielken – Het levenselixir
161. De Lustige Kapoentjes 3
162. De avonturen van nonkel Zigomar, Snoe en Snolleke
163. Dees Dubbel en Ceasar – De Molekuulmoller
164. Het atoomeiland
165. Thomas Pips – Hakim d’Aqtcha, de ridder van de steppen
166. De Lustige Kapoentjes 4
167. De avonturen van Johnny en Annie – Het document 76
168. Jerom – De luchtballon
169. Jip en het spreken de bos
170. De Daverende Daden van Dees Dubbel en Cesar!: Een Samenloop van Omstandigheden
171. De Dodende Wolk
172. Kadijster 1
173. De Avonturen van Bert en Betty: De Zeekoningin
174. De Daverende Daden van Dees Dubbel en Cesar!: De krimpkramp
175. Pickelby in de ruimte
176. De avonturen van Johnny en Annie – Het geheimzinnige huis
177. De familie Knol
178. Jerom – De Rode Vlinder
179. Tom en Marie-Ann – Goud in de olie
180. Joethi – De Vlucht van Icarus
181. De avonturen van Ex Aequo
182. Bill Hickok
183. Pickelby op Marsch
184. Jerom – De zeepbellenprinses
185. De Leeuw van Vlaanderen